# Грінбуш (Міннесота)
Грінбуш (англ. Greenbush) — місто (англ. city) в США, в окрузі Росо штату Міннесота. Населення — 682 особи (2020).

## Географія
Грінбуш розташований за координатами 48°42′1″ пн. ш. 96°11′1″ зх. д. / 48.70028° пн. ш. 96.18361° зх. д. (48.700283, -96.183733).  За даними Бюро перепису населення США в 2010 році місто мало площу 3,90 км², уся площа — суходіл.

## Демографія
Згідно з переписом 2010 року, у місті мешкало 719 осіб у 300 домогосподарствах у складі 183 родин. Густота населення становила 184 особи/км².  Було 354 помешкання (91/км²).
Расовий склад населення:
| - 97,6 % — білих - 1,0 % — корінних американців - 0,6 % — чорних або афроамериканців - 0,1 % — азіатів |

До двох чи більше рас належало 0,7 %. Частка іспаномовних становила 1,5 % від усіх жителів.
За віковим діапазоном населення розподілялося таким чином: 23,6 % — особи молодші 18 років, 50,4 % — особи у віці 18—64 років, 26,0 % — особи у віці 65 років та старші. Медіана віку мешканця становила 44,8 року. На 100 осіб жіночої статі у місті припадало 88,2 чоловіків;  на 100 жінок у віці від 18 років та старших — 86,7 чоловіків також старших 18 років.
Середній дохід на одне домашнє господарство  становив 77 222 долари США (медіана — 51 544), а середній дохід на одну сім'ю — 63 609 доларів (медіана — 56 250). За межею бідності перебувало 15,0 % осіб, у тому числі 35,2 % дітей у віці до 18 років та 6,4 % осіб у віці 65 років та старших.
Цивільне працевлаштоване населення становило 432 особи. Основні галузі зайнятості: виробництво — 31,7 %, освіта, охорона здоров'я та соціальна допомога — 18,8 %, роздрібна торгівля — 14,6 %.